# Zum Tanzen geboren (1936)
Zum Tanzen geboren ist ein US-amerikanisches Filmmusical von Roy Del Ruth aus dem Jahr 1936.

## Inhalt
Tänzerin Nora Paige ist erst seit kurzer Zeit in New York City und ohne Engagement, als sie auf Jenny Saks trifft, die ihr bei sich eine Bleibe anbietet. Jenny wartet seit vier Jahren auf ihren Ehemann Gunny, der bei der Marine ist und den sie zwei Tage vor seiner Einberufung Hals über Kopf nach wenigen Tagen Bekanntschaft geheiratet hatte. Jenny wurde von ihm schwanger und das gemeinsame Kind Sally ist inzwischen schon fast vier Jahre alt, doch weiß Gunny nichts von Sallys Existenz.
Die Matrosen kehren aus dem Krieg heim und Gunny kündigt sich bei Jenny mit seinen Freunden Ted und Mush an. Prompt verwechselt Jenny ihren kleinen Gatten mit dem langen Ted, der sich jedoch sofort in Nora Paige verliebt. Während Jenny in der Folgezeit mit sich und ihrem neuen alten Ehemann kämpft, versuchen Ted und Nora ein Paar zu werden. Doch nicht nur Teds letzte Wochen bei der Marine werden dabei hinderlich, sondern auch der Broadway-Star Lucy James, deren Hund von Ted aus dem Meer gefischt wird. Lucys Manager will seinen Schützling und Ted der Publicity wegen als Liebespaar präsentieren, steht Lucy doch kurz vor der Premiere ihres neuen Musicals Great Guns!. Nora ist gar nicht begeistert davon. Als sie, Ted, Jenny, Gunny und Sally aufeinandertreffen, gibt sie Sally als ihre Tochter aus, um Jennys Geheimnis zu wahren und Ted vor den Kopf zu stoßen. Fragen Teds, ob sie verheiratet sei, dementiert sie nicht. Obwohl Ted weiterhin in Nora verliebt ist, wahrt er nun Distanz, verschafft der arbeitslosen Tänzerin aber durch heimliches Taktieren in der Show von Lucy James den Job als Lucys zweite Besetzung. Als die erkennt, dass Nora die bessere Tänzerin ist, lässt sie sie feuern. Gleichzeitig verbittet sie sich im Beisein Teds von ihrem Manager jegliche weitere Zeitungsmeldungen über sie und Ted, in den sie sich verliebt hat. Als Ted von der Entlassung Noras erfährt, gibt er einer Zeitung den anonymen Tipp, dass Lucy und er eine Heirat planen. Weil Lucy nun wutentbrannt eine Teilnahme an ihrer Show absagt, kann Nora an ihre Stelle treten. Sie zeigt bei der Premiere, dass sie die bessere Tänzerin von beiden ist.
Nora und Ted finden endlich zueinander. Auch Jenny hat nun den Mut, Gunny, den sie seit längerem erfolgreich ignoriert hat, von seiner Vaterschaft zu berichten. Der jedoch hat sich inzwischen in der Überzeugung, dass seine Frau ihn nicht mehr liebt, wieder bei der Marine gemeldet – und Jenny verkündet wütend, dass sie auf ihn warten werde.

## Produktion
Cole Porter wurde 1935 unter Vertrag genommen, um für Zum Tanzen geboren seine erste Filmmusik zu schreiben. Ursprünglich lautete der Titel des Films Great Guns! und sollte von drei Matrosen handeln, die sich in drei Hostessen verlieben, wobei eine der Frauen Konkurrenz von einer prominenten Frau erhält. Die ursprüngliche Variante wurde leicht verändert, indem der Star nun eine Schauspielerin wurde. Ebenfalls geändert wurde eine Szene, in der James Stewart und Virginia Bruce gemeinsam Schlittschuhlaufen gehen, wobei eine längere Einstellung Sonja Henie beim Eiskunstlaufen zeigen sollte. Da Henie für ihren wenige Minuten dauernden Auftritt 100.000 Dollar verlangte, schrieb man die Szene um und Stewart und Bruce schauen stattdessen in einem Restaurant Georges und Jalna beim Tanzen zu.
Zum Tanzen geboren kam im November 1936 in die US-amerikanischen Kinos. In deutschen Kinos war der Film "Für Jugendliche nicht zugelassen". Die deutsche TV-Erstaufführung fand am 7. Februar 1988 in der ARD statt. Der Film wurde 1937 für zwei Oscars nominiert. Dave Gould erhielt eine Nominierung in der Kategorie „Beste Tanzregie“ für die Choreografie des Titels „Swingin’ the Jinx“. Die Nummer bildet das Finale des Films, hat eine Länge von rund 10 Minuten und wurde 1943 für den Powell-Film Der Tollpatsch und die Schöne (im Original I Dood It) wiederverwendet. Gould verlor gegen „A Pretty Girl Is Like a Melody“ aus dem Film Der große Ziegfeld. Cole Porter wurde für den Titel „I’ve Got You Under My Skin“ für den Oscar in der Kategorie „Bester Song“ nominiert, verlor jedoch gegen „The Way You Look Tonight“ aus dem Film Swing Time.
Populär wurde auch Cole Porters für Zum Tanzen geboren geschriebener Titel „You’d Be So Easy to Love“, der später unter anderem von Josephine Baker und Frank Sinatra aufgenommen wurde. Im Film wird er von James Stewart und Eleanor Powell gesungen, wobei Powells Gesang von Marjorie Lane synchronisiert wurde. James Stewart, dessen Rolle ursprünglich für Allan Jones bestimmt war und der sein Engagement in erster Linie Cole Porter verdankte, sang seine Titel selbst ein. „Porter war es […], der die nachträglich getroffene Entscheidung, Stewarts unbedeutenden Tenor durch einen professionellen Sänger synchronisieren zu lassen, zurückwies.“
Weitere im Film enthaltene Titel
- Rolling Home
- Rap Tap on Wood
- Hey, Babe, Hey
- Entrance of Lucy James
- Love Me, Love My Pekinese

## Kritik
Die Kritiker bezeichneten Zum Tanzen geboren als „Broadway Melody of 1937 under another name“: Die Darsteller, der Regisseur, die Drehbuchautoren, die Filmeditorin und weitere Teammitglieder wären dieselben wie in den Filmen Broadway Melody of 1936 und Broadway Melody of 1938. Auch der Inhalt sei ähnlich, so müsse auch hier eine junge Tänzerin um ihre erste große Rolle in einem Musical kämpfen.
Der Film wurde von der Kritik als „lockere… Folge von Gesangs- und Tanznummern“ bezeichnet. Kritisiert wurde „die Seichtheit, die im größten Teil des Films vorherrscht“. Der Filmdienst bezeichnete Zum Tanzen geboren als „etwas zähflüssig inszeniertes Musical mit einigen außergewöhnlichen Tanznummern und schwungvoller Musik von Cole Porter; insgesamt angenehme Unterhaltung.“